# 정형 미인
"정형 미인"은 한국에서 제작된 장일호 감독의 1975년 영화이다. 김진수 등이 주연으로 출연하였고 주동진 등이 제작에 참여하였다.

## 출연

### 주연
- 김진수
- 유지인
- 이낙훈